# Parfum

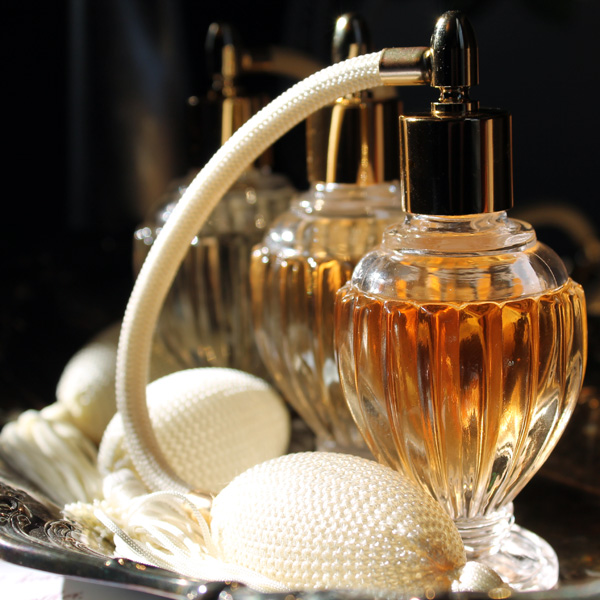
Pulverizator de parfum

Un parfum este un amestec lichid de uleiuri aromatice sau compuși aromatici, de fixativi și de solvenți, utilizat pentru a da corpului uman, unor obiecte sau unui spatiu un miros plăcut.

## Familii olfactive
Parfumurile pot fi grupate în diferite familii olfactice, pe teme sau acorduri, ale acestor parfumuri.
- Florale: Parfumuri care sunt dominate de esența unei sau mai multor flori. Când se utilizează o singură floare parfumurile se numesc soliflore (ca de exemplu parfumul Diorissimo al lui Christian Dior pe bază de lăcrămioare).
- Chypre: Parfumuri produse pe un amestec de bergamote, mușchi de stejar, patchiouli, și labdanum. Această familie de parfumuri și-a căpătat denumirea de la parfumul cu același nume creat de François Coty.
- Aldehidice: Parfumuri care incorporează o familie de substanțe chimice cunoscute sub numele de aldehide. Chanel No 5 creat de Ernest Beaux în 1921 a fost primul parfum aldehidic. Alte parfumuri aldehidice sunt Je Reviens și Arpège. Caracteristica parfumurilor aldehidice o constituie nota lor "picantă" produsă de substanțe ca Aldehida C12 MNA.
- Fougère (Ferigă): Parfumuri cu o bază de lavandă, cumarin și mușchi de stejar. Această familie este numită după parfumul Fougère Royale produs de Houbigant, primul care a utilizat această bază. Multe parfumuri masculine fac parte din această familie, care este caracterizată prin mirosuri erbacee sau lemnoase.
- Piele: O familie de parfumuri care combină esențe de miere, tutun, lemn, și gudron de lemn, cu un miros care se aseamănă cu cel de piele.
- Lemnoase: Parfumuri în care domină esențele lemnoase, în mod tipic de lemn de santal sau de cedru. Paciuli, cu mirosul său de camfor este utilizat frecvent în aceste parfumuri.
- Orientale or ambru: O clasă răspândită de parfumuri combină esența de vanilie sau alte esențe de natură animală cu esențe florale sau lemnoase. Parfumul mai poate conține uleiuri de camfor și rășini.
- Citrice: O familie veche de parfumuri care, până de curând, consta în special din ape de colonie "răcoritoare" datorită tenacității reduse a esențelor citrice. Producerea de noi compuși aromatici a permis crearea unor parfumuri care utilizează cu precădere esențe citrice.

## Istoria parfumului

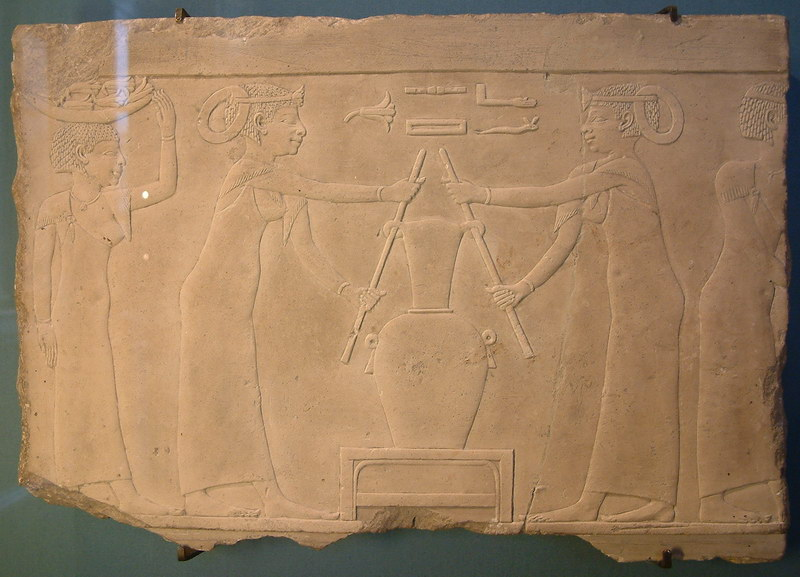
Realizarea parfumului de crin, fragment din decorarea unui mormânt. Secolul al 4-lea î.Hr.

Cuvântul  parfum, folosit în zilele noastre, provine din limba latina "per fumus" și înseamnă "prin fum". Parfumeria, sau arta preparării parfumurilor, a luat naștere în Mesopotamia antică și Egipt, și a fost rafinat în continuare de Romani și Perși.
Deși parfumuri și parfumerii au existat în India, o mare parte din aromele lor se bazează pe tamâie. Primul chimist înregistrat a fost o femeie pe nume Tapputi, o preparatoare de parfumuri. Ea a distilat flori, uleiuri și obligeană, cu alte aromatice, iar apoi le-a filtrat și le-a pus înapoi, repetând procedura de nenumarate ori.
Arheologii au descoperit, în 2005, cele mai vechi parfumuri în Pyrgos, Cipru. Aceste parfumuri au o vechime de aproximativ 4.000 de ani. Parfumurile au fost descoperite într-o parfumerie antică. În epoca veche, oamenii au folosit ierburi și condimente precum migdale, coriandru, mirt, rasina de conifere, bergamot.
Un chimist arab, Al-Kindi (Alkindus), a scris, în secolul al nouălea, o carte despre parfumuri, pe care l-a denumit: "Cartea Chemist a parfumurilor și distilării". Aceasta conține peste o sută de rețete pentru uleiuri aromate, balsamuri, ape aromatice și înlocuitori sau imitații de medicamente scumpe. Cartea descrie, de asemenea, 107 de metode și rețete pentru prepararea parfumurilor și echipamentele pentru prepararea parfumurilor, cum ar fi alambic.
Medicul persian musulman, Avicenna (cunoscut și ca Ibn Sina) a introdus procesul de extragere a uleiului din flori prin distilare, astăzi aceasta fiind cea mai frecventă procedură, experimentând în primul rând cu trandafiri. Până la descoperirea lui Avicenna, parfumurile lichide erau amestecuri de uleiuri și sfărâmate sau petale. Ambele materii prime și technologia de distilare a influențat semnificativ parfumeriile de vest și evoluția științifică, în special proprietățile chimice.
Arta fabricării parfumurilor a devenit cunoscută în Europa de Vest înca din 1221. In 1370 s-a produs un parfum din uleiuri parfumate, amestecate într-o soluție de alcool.
Arta fabricării parfumurilor prosperat în perioada Renașterii în Italia, și în secolul al 16-lea, rafinamente italiene au fost luate în Franța, de către Renato Florentinul (Renato il fiorentino), parfumeurul personal al lui Catherine de' Medici. Laboratorul lui a fost legat cu apartamentul ei printr-un pasaj secret, astfel nici o formulă nu se putea fura. Datorită lui Rene, Franța a devenit foarte repede unul dintre centrele europene de parfum și fabricare produse cosmetice. Cultivarea florilor pentru esența lor parfumată, care a început în secolul al 14-lea, a crescut într-o industrie majoră în sudul Franței. Între secolul 16 și 17, parfumurile au fost folosite în primul rând în cercul bogaților pentru combaterea mirosurilor corporale, rezultând din cauza băilor neregulate. Parțial datorit acestei clientele a fost creat industria parfumurilor. În Germania, frizerul italian Giovanni Paolo Feminis a creat o apă de parfum numit Aqua Admirabilis, cunoscut azi sub denumire de apă de colonie.

## Concentrație și compoziții
Uleiurile aromatice sunt diluate cu o cantitate corespunzătoare de solvent, pentru a le face mai ușor de utilizat. Uleiurile nediluate, atât cele naturale cât și cele sintetice conțin concentrații ridicate de compuși volatili care pot provoca reacții alergice, pot produce răni dacă sunt aplicați pe piele sau pot deteriora îmbrăcămintea.
Deși uleiurile aromatice pot fi diluate prin solvenți ca jojoba, uleiul de cocos fracționat sau ceara, solventul utilizat cel mai frecvent pentru diluarea uleiurilor din parfum este etanolul sau un amestec de etanol și apă. Proporția de uleiuri aromatice (ca procent în volume) dintr-un parfum determină tipul acestuia:
- Extras de parfum: 20%-40% compuși aromatici
- Apă de parfum (Eau de parfum) 'EdP': 10-30% compuși aromatici
- Apă de toaletă (Eau de toilette) 'EdT': 5-20% compuși aromatici
- Apă de colonie (Eau de Cologne) 'EdC': 2-3% compuși aromatici. Marcă înregistrată: 'Original Eau de Cologne'
- Apă de solide (Eau de Solide) 'EdS': ~1% compuși aromatici: Marcă înregistrată: 'EdS'

## Obținerea compușilor aromatici
Obtinerea parfumurilor sintetice se face prin metoda sintezei organice și purificare.
În cazul parfumurilor naturale, procesul este mult mai indelungat si complex, necesitand multe metode de extragere a compusilor aromatici din materia primă. De obicei, dupa extragere rezulta uleiuri esentiale, deși pot fi extrase si uleiuri solide, in funcție de câtă ceară conțin.
Toate tehnicile de extracție modifică, mai mult sau mai puțin, mirosul compușilor organici, de obicei datorită temperaturilor ridicate, a solventilor, ori prin prezența oxigenului in procesul de extracție.
Macerarea este cea mai folosită tehnică pentru extragerea compușilor aromatici in industria parfumului. 
Materia primă este scufundată intr-un solvent care poate dizolva compușii aromatici doriți. 
Macerarea poate dura de la cateva ore, pana la cateva luni. 
Această tehnică este de obicei folosită pentru a extrage compuși care sunt prea volatili pentru distilare, sau care pot fi ușor afectați de temperatura ridicată. Cei mai folosiți solvenți sunt hexan-ul si eterul dimetil.
Extragerea folosind dioxid de carbon lichid este o tehnică relativ nouă de extragere a compusilor din materia primă. 
Datorită temperaturii scăzute și a lipsei reactivității solventului folosit, compușii extrași folosind această tehnică iși păstrează foarte bine mirosul original.
Extragerea folosind etanol se folosește in cazul în care materia primă are un conținut foarte scăzut de apă sau este uscată. 
Dacă etanolul ar fi folosit pentru a extrage compușii din plante proaspete, care de obicei contin mari cantități de apă, produsul rezultat ar fi foarte diluat.
Distilarea este de obicei folosită pentru extragerea compușilor din plante, cum ar fi floarea de portocal si trandafirul. 
Materia primă este supusă unor temperaturi ridicate, iar mai apoi compușii sunt colectați prin condensarea vaporilor distilați.
Distilarea cu aburi se face prin folosirea apei clocotite pentru a extrage compușii volatili. 
Vaporii rezultați condensează, iar mai apoi uleiurile esentiale sunt separate de apă. 
Apa rămasă incă mai contine compuși aromatici si este de obicei numită hidrosol, ori distilat herbal, iar in unele cazuri aceasta este comercializată.
Distilarea uscată se face prin supunerea materiei prime la temperaturi ridicate, însă fără a folosi apă pe post de solvent. 
Compușii aromatici sunt eliberați din materia primă, care mai apoi se contopesc pentru a forma mirosuri distincte. 
De obicei, această metodă este folosită in cazul unei materii prime lemnoase, unde un miros cu o senzație usoară de fum este dorit in produsul final.
Fracționarea este folosită pentru a exclude anumiți compusi aromatici din mirosul produsului finit. 
Această metodă este mai scumpă, insă este folosită pentru a elimina anumite mirosuri care ar fi nedorite si de asemnea compoziția produsului final este mai ușor de modificat.
Pentru a extrage compuși aromatici din fructele ce fac parte din familia citricelor, coaja acestora este stoarsă. Aceste fructe sunt singurele care contin o cantitate suficientă de uleiuri esentiale pentru ca această metodă să fie profitabilă.
În cazul în care compușii organici nu pot fi extrași folosind distilarea, datorită temperaturilor ridicate, iar macerarea nu poate fi folosită, atunci se incearcă absorbirea produsului aromatic in ceară ori uleiuri solide. Folosind alcool etilic, se poate extrage ulei aromatic. Această metodă este foarte rar folosită, in special datorită costurilor de productie foarte ridicate, dar si datorită existenței a multor alte metode care pot fi mult mai eficiente.

## Depozitarea parfumurilor
Parfumurile se pot degrada in prezența temperaturilor ridicate, luminii, oxigenului si a prafului. O sticlă de parfum iși poate menține aroma pentru mulți ani de zile, cât timp este bine depozitată. Prezenta oxigenului în pulverizator poate afecta in timp mirosul parfumului. Temperatura ideală de depozitare a unui parfum este între 3 si 7 grade Celsius.

## Implicații asupra sănătății
În ultimii ani, odată cu dezvoltarea asociațiilor de protecție a consumatorului și odată cu creșterea interesului legat de calitatea produselor consumate și implicațiile lor asupra sănătații, au apărut primele critici la adresa parfumului și a produselor parfumate în general.
Acestea se referă în special la faptul că producătorii de parfumuri nu sunt obligați să informeze cumpărătorii în legătură cu compoziția chimică a parfumurilor. Această reglementare e prevăzută datorită secretului comercial.
Printre afecțiunile cel mai des întilnite:
- alergia de contact - iritare|iritarea epidermei însoțită de mancărimi și/sau umflături. Persoanelor cu boli de piele (psoriazis, eczeme) le este recomandat să evite contactul cu produsele parfumate.
- factori declanșatori ai crizelor de astm - alături de poluare, praf, animale de companie cu blană și fumul de tigară, se regăsesc si parfumurile si odorizantele

Alte acuze la adresa parfumurilor sunt legate de prezența în compozitia lor a ftalaților, substanțe chimice controversate în ultimii ani.
Ingredientele din parfumuri, indiferent ca sunt de origine naturală ori sintetică, pot cauza probleme de sănătate dacă sunt folosite in cantități mari. 
Alergiile sunt cele mai comune, însă există ingrediente care sunt documentate ca fiind cauzatoare de cancer. 
De asemnea, unele ingrediente sintetice, pot cauza probleme hormonale, sistemul endocrin fiind grav afectat. 
Multe chimicale prezente in parfumuri, de obicei cele sintetice, sunt cunoscute ca fiind toxice, unele dintre ele fiind folosite si la spray-urile impotriva insectelor.
Unii compusi din parfumurile sintetice au fost detectați în grăsimea umană, dar si in laptele femeilor ce alăptează.